# イガタニシ
イガタニシ(伊賀田螺、学名 Igapaludina stricta)はタニシ科 Viviparidaeに属する淡水性の巻貝で、鮮新世の古琵琶湖層群で化石が見つかっている。古琵琶湖の大山田湖から甲賀湖にかけて生息していたが、甲賀湖から「蒲生湖」へ移行するガウス-松山逆転の頃に絶滅したと考えられている。

## 形態
成貝は螺層４巻程度で殻高4cm、殻の形は琵琶湖特産の現生種ナガタニシと似ているが、ナガタニシに比べて螺層が垂直的である。縫合で肩が張るが、サナグカタハリタニシやコビワコカタバリタニシほどには張り出さない。成長脈は、上の縫合から下の縫合にかけてS字型に細く刻まれる。原殻は腐食して無くなっている。螺層2巻程度の幼貝の形はナガタニシ（平巻きから円錐形へ移行）と異なり、球形に近い。ただしマルタニシほど殻幅は広くない。

## 生態
古琵琶湖の上野累層から阿山累層下層にかけて優占種として産出することから、大山田湖の沿岸帯に豊かに繁茂する水生植物とともに多数が生活していたと考えられる。

## 本種と関連の種
古琵琶湖は4Maの伊賀盆地から徐々に北へ移動したが、その間に消長した主な種を下表に示す。
| 和名                   | 学名                     | 年代        | 地層                  | 出典         |
| ---------------------- | ------------------------ | ----------- | --------------------- | ------------ |
| イガタニシ             | Igapaludina stricta      | 4.0-2.9 Ma  | 上野累層前期-阿山累層 | [ 9 ] [ 8 ]  |
| サナグカタハリタニシ   | Tulotomoides sanaguensis | 3.5-2.9 Ma  | 上野累層後期-阿山累層 | [ 10 ] [ 8 ] |
| コビワコカタバリタニシ | Tulotomoides japonics    | 2.5-1.8 Ma  | 蒲生累層              | [ 5 ]        |
| ナガタニシ             | Heterogen longspira      | 1.0 Ma-現生 | 堅田累層-琵琶湖       | [ 5 ] [ 7 ]  |